# Sedum dasyphyllum
La borracina cinerea (Sedum dasyphyllum L., 1753) è una pianta succulenta appartenente alla famiglia delle Crassulaceae, diffusa nel bacino del Mediterraneo.

## Descrizione
È una piccola pianta succulenta perenne con foglie opposte di colore verde-turchese o grigio-verde, steli pendenti e a cespi.
Ha fiori bianchi, raccolti a corimbo. I fiori sono ermafroditi, di piccole dimensioni, con cinque o sei petali. Il gineceo prevede altrettanti pistilli, mentre l'androceo si compone di un numero doppio di stami, con filamento bianco e antere brune o di colore rosso scuro. Fiorisce tra maggio e luglio, in funzione della località.
Di aspetto, è molto simile alla borracina della Corsica (Sedum brevifolium).

## Distribuzione e habitat

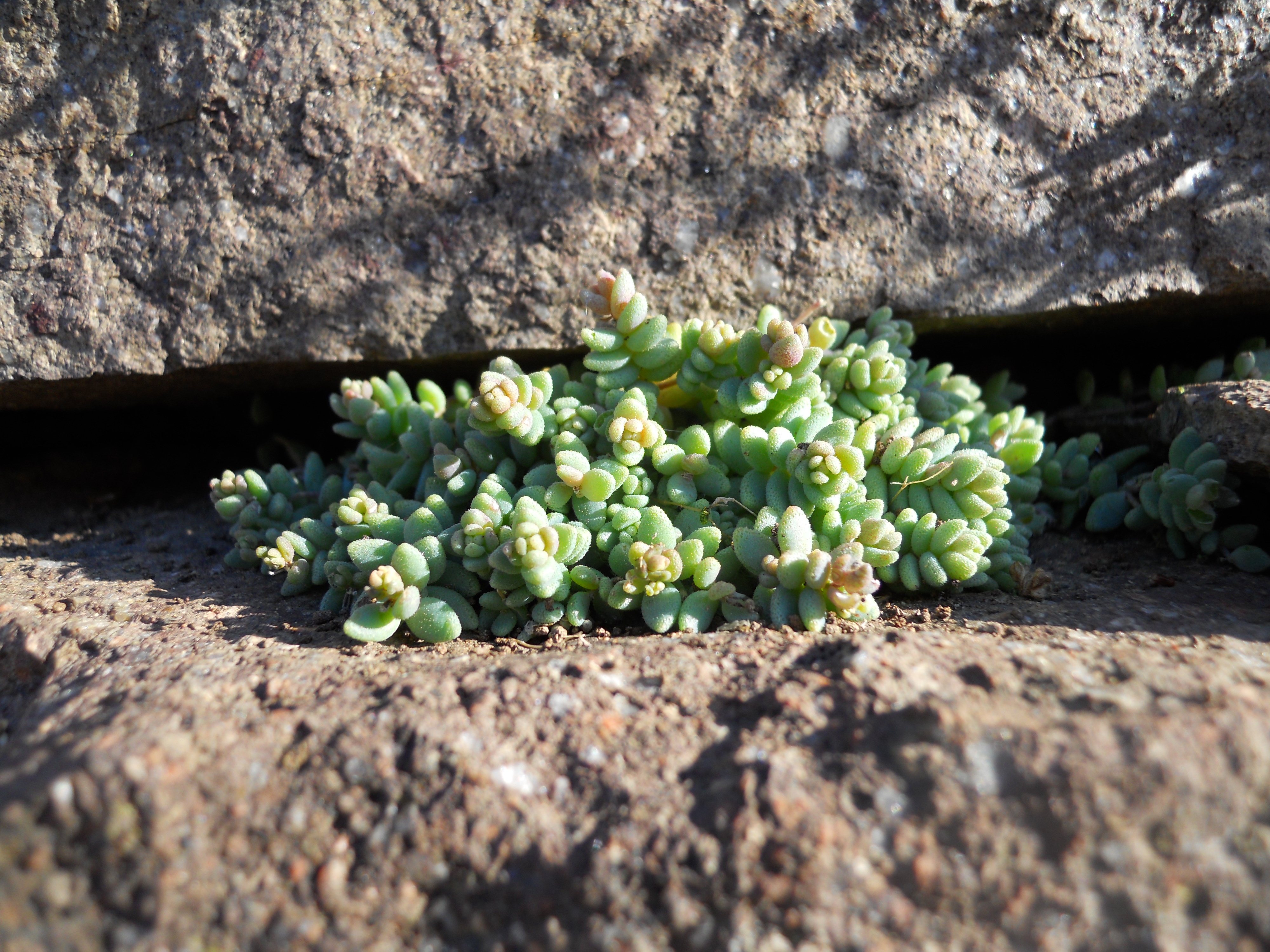
Borracina cinerea

È diffusa in Europa e nell'Africa settentrionale, su pareti rocciose e su vecchi muri. È osservata anche sulle Alpi, fino ad una quota di 1800 m. È stata introdotta in Belgio, Danimarca e sulle Isole britanniche.